# Alexandru Amzulescu
Alexandru I. Amzulescu (n. 4 decembrie 1921, Valea Stanciului, județul Dolj – d. 9 august 2011, București) a fost un etnolog și folclorist român.

## Biografie
S-a născut la data de 4 decembrie 1921 în localitatea Valea Stanciului, județul Dolj.
Între 1930-1938 urmează școala primară din localitate și școala secundară la Craiova.
Între 1938-1942 urmează studiile universitare de literatura la Facultatea de Litere din București.
Între 1948-1951 este profesor suplinitor în București.
Din 1950 devine pe rând: cercetător (până în 1956), cercetător principal (1956), secretar științific (1958-1970), șef al sectorului de literatură populară și al sectorului de folclor (1971-1983) la Institutul de Etnografie și Folclor din București.
În 1968 devine doctor în filologie al Universității din București cu teza Balada populară din Muscel (publicată în „Studii de folclor și literatură”).
Între 1980-1985 este redactor șef al „Revistei de Etnografie și Folclor”.
A colaborat cu revistele „Datini”, „Demos” (Berlin), „Limbă și literatură”, „Memoriile Comisiei de Folclor” etc.

## Lucrări

### Volume
- Balade populare românești, Editura pentru literatură, București, 1964: vol. 1, 465 pag.; vol. 2, 513 pag.; vol. 3, 536 pag.
- Cîntece bătrînești, Editura Minerva, București, 1974, 594 pag.
- Cîntecul epic eroic. Tipologie și corpus de texte poetice, Colecția Națională de Folclor, Editura Academiei R.S.R., București, 1981, 773 pag.
- Balada familială. Tipologie și corpus de texte poetice, Colecția Națională de Folclor, Editura Academiei R.S.R., București, 1983, 486 pag.
- Cîntecul nostru bătrînesc (cuvînt înainte de Iordan Datcu), Colecția „Universitas”, Editura Minerva, București, 1986, 486 pag.
- Repere și popasuri în cercetarea poeziei (postfață de Iordan Datcu), Colecția „Universitas”, Editura Minerva, București, 1989, 388 pag. ISBN 973-21-0073-7
- Valori de patrimoniu ale cântecului bătrânesc din Oltenia, Colecția „Cumințenia Pământului”, Editura Grai și Suflet - Cultura Națională, București, 2000, 209 pag. ISBN 973-9232-60-4
- Miorița și alte studii și note de folclor românesc (prefață de N. Constantinescu și Al. Dobre), colecția „Anotimpuri culturale”, Centrul Național de Conservare și Valorificare a  Tradiției și Creației Populare, București, 2001, 460 pag. ISBN 973-0-02482-0
- Despre obârșii... et quibusdam aliis!, Editura Scrisul Românesc, Craiova, 2003, 160 pag.
reed. Editura Etnologică (ediție revăzută), București, 2005, 175 pag. ISBN 973-8661-69-2
- Cântecul poporan din Muscel, Colecția Națională de Folclor, Editura Valahia - „Colecția Rânduiala”, București, 2010, XII + 798 pag. (în colaborare cu Marian Munteanu) ISBN 978-973-88815-9-4

### Studii și articole
- Ion ăl Mare. Balada clăcașului răzvrătit, în „Revista de Folclor”, tom. 7, nr. 3-4, 1963
- Colecția națională de folclor, în „Revista de Etnografie și Folclor”, tom. 39, nr. 1-2, 1994

### Culegeri de folclor
- Vechi cîntece de viteji, Editura de Stat pentru Literatură și Artă, București, 1956, 132 pag. (în colaborare cu Gheorghe Ciobanu)
- Voinicii. Balade populare prelucrate de Al. Amzulescu, Editura Tineretului, București, 1956, 138 pag.
- Cântece și jocuri din Muscel, Editura Muzicală, București, 1964, 312 p. (în colaborare cu Paula Carp);
- Toma Alimoș, Balade populare românești, Editura pentru literatură, București, col. Biblioteca pentru toți, nr.367, 1967, vol I, XXIV+480 p., vol II, 395 p.;